# Kustavi (Finlândia)

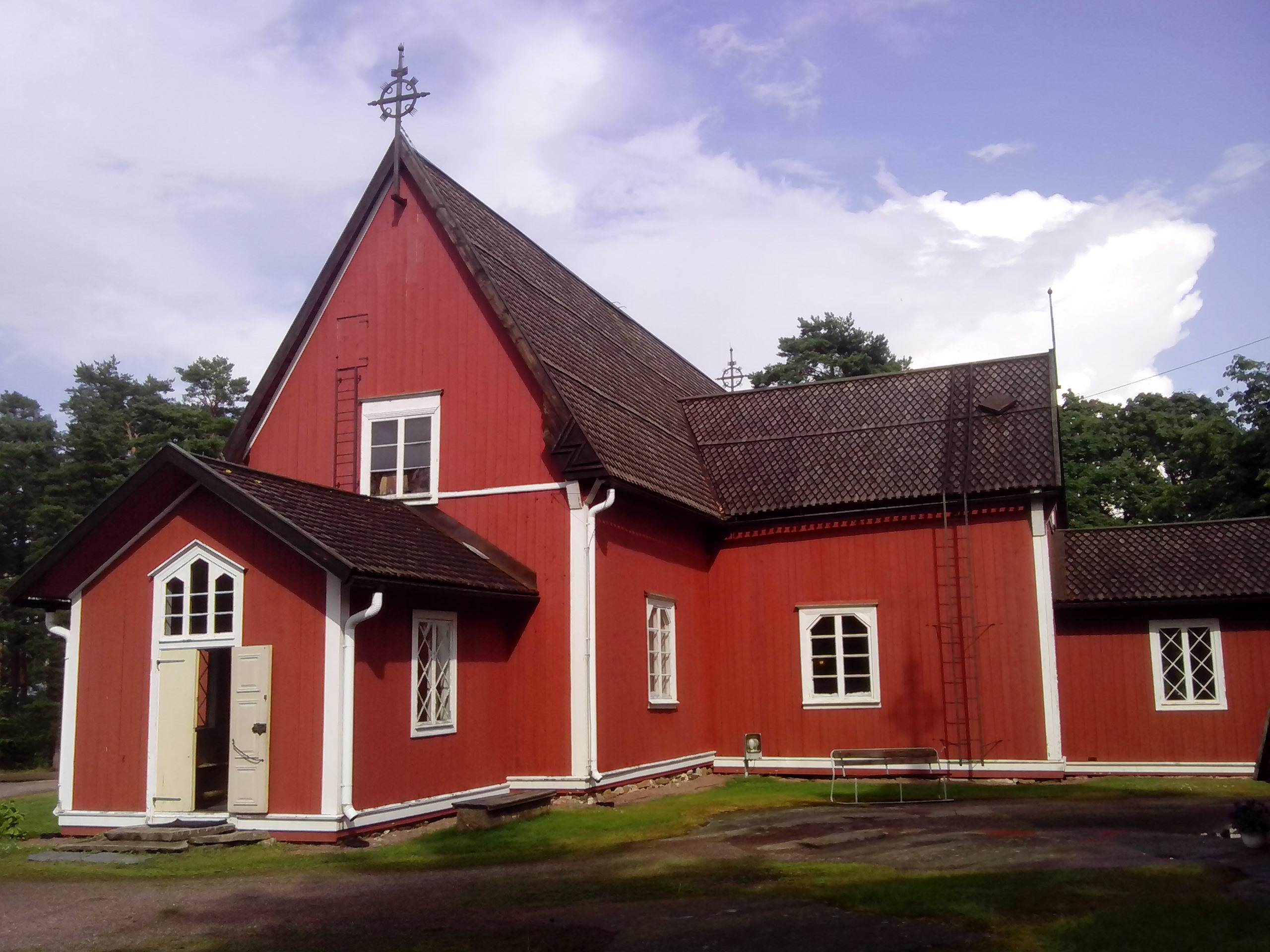
igreja em Kustavi

Kustavi (Predefinição:IPA-fi; em sueco:  Gustavs) é um município da Finlândia.
Se localiza na província da Finlândia Ocidental e é parte do Sudoeste da Finlândia região. O município tem uma população de 925 (31 de agosto de 2017)
Há mais de 2.000 ilhas dentro da área municipal.
O município é um resort de verão muito popular e possui mais de 2.800 casas de verão. A população aumenta em dez vezes durante os meses de verão. Os grandes eventos são a semana de literatura Volter Kilpi em julho e o Mercado de Salmão (Lohimarkkinat), em agosto. Os serviços básicos do município incluem 3 mercearias, uma loja de bebidas, uma biblioteca e um banco. Existem duas ligações de ferry para Brändö e Iniö.
O município é fala apenas finlandês apesar de estar localizado ao lado da região Åland que fala sueco.
Kustavi é o menor município da província do Sudoeste da Finlândia e o terceiro menor município da Finlândia Luhanka e Lestijärvi.